# 共犯者们
共犯者们（韓語：공범자들）是2017年韩国上映的一部紀錄片。
影片讲述了李明博政权、朴槿惠政权时期对媒体长达9年的干预，韩国广播公司（KBS）、文化廣播公司（MBC）高层对他们的迎合，以及与这种“共犯关系”作斗争的制片人和新聞工作者。内容包括200多名现场记者被解雇，世越号沉没事故中只关注政府发布的官方新闻，错误报道“全员得救”的新闻，崔順實干政醜聞中初期被忽略的事实。
2012年被MBC解雇的崔承浩担任导演。
本片于2017年8月17日在韩国上映，截至2018年8月29日，观影人数26万514人次，票房收入183万5188美元。2018年5月30日在日本限定上映，12月1日起公开上映。